# Antikolonialdenkmal

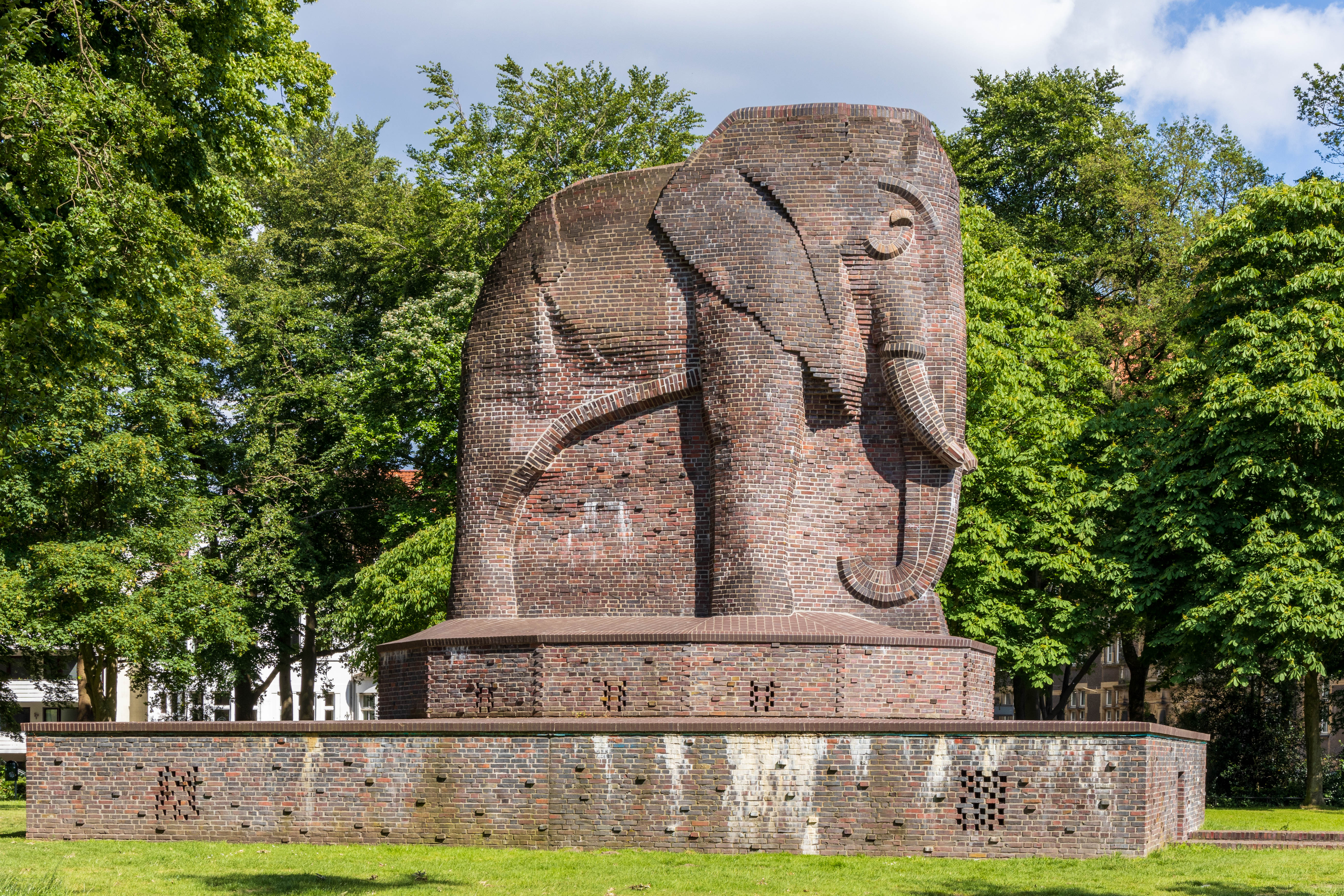
Antikolonialdenkmal in Bremen

Das Antikolonialdenkmal ist ein Mahnmal in Bremen in der Form eines Elefanten aus Backstein. Es befindet sich im Nelson-Mandela-Park im Stadtteil Schwachhausen, Ortsteil Bürgerweide-Barkhof gegenüber dem Hermann-Böse-Gymnasium und in der Nähe des Hauptbahnhofs. Es wurde ursprünglich als Reichskolonialehrendenkmal 1931 errichtet, im Juli 1932 eingeweiht und galt der Kolonialbewegung von da an als zentrales deutsches Kolonialdenkmal. Im Jahre 1989 wurde es zu einem Antikolonialdenkmal umgewidmet.
Aus heimatgeschichtlichen und künstlerischen Gründen ist das „Anti-Kolonial-Denk-Mal“ seit dem Jahr 2008 ein eingetragenes Denkmal. Die Pflege des Denkmals wurde 2009 dem gemeinnützigen Verein Der Elefant! übertragen, der zu „Vielfalt, Toleranz und Kreativität durch Bildung, Kunst und Kultur“ rund um den Elefanten beitragen will.

## Vorläufer
Bereits 1908 wurde in Berlin ein Kolonialkriegerdenkmal geplant, das den auf außereuropäischem Boden gefallenen Deutschen gewidmet werden sollte. Der Reichskanzler Bernhard Fürst von Bülow setzte sich für dieses Projekt ein, das auf Beschluss des Reichstages genehmigt wurde. 1913 wurde der Wettbewerb für dieses Objekt ausgeschrieben, den der Bildhauer Fritz Behn mit der Darstellung eines afrikanischen Elefanten gewann. Der Entwurf wurde kritisiert und abgelehnt. Kaiser Wilhelm II. schrieb im Juni 1914 einen neuen Wettbewerb aus, der jedoch bei Ausbruch des Ersten Weltkrieges verschoben und nicht mehr realisiert wurde.

## Idee und Planung

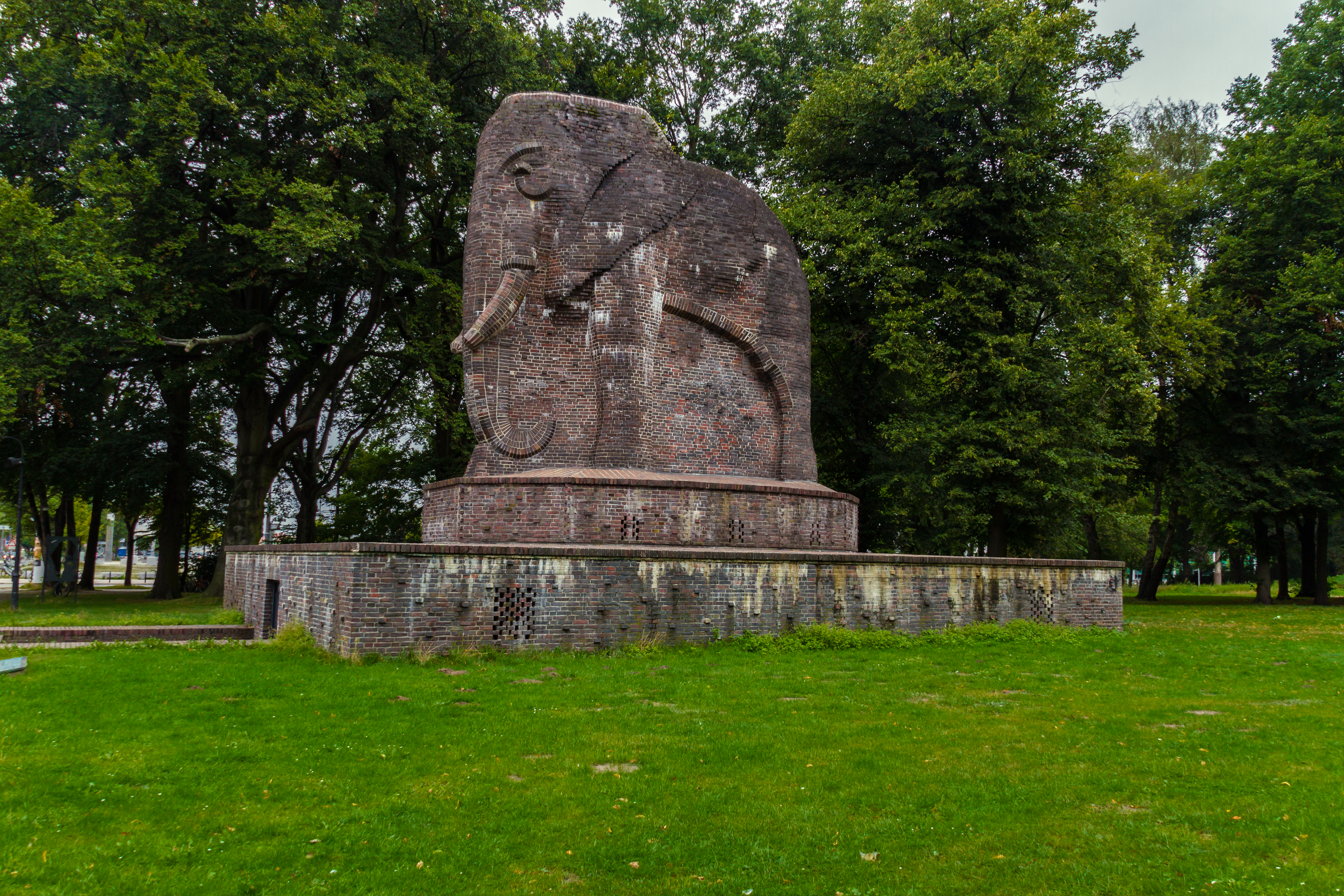
Ansicht von links

Nach dem Ersten Weltkrieg fiel es der politischen und wirtschaftlichen Elite Bremens schwer, sich mit dem Verlust der deutschen Kolonien abzufinden. Schließlich hatte die Stadt während der Kolonialzeit durch den Handel mit Übersee stark profitiert. Hamburger und Bremer Kaufleute waren wichtige Initiatoren der deutschen Kolonialbewegung, weil sie ihre weltweiten Handelsplätze staatlich gesichert haben wollten („Die Flagge folgt dem Handel“). Herausragende Person war hierbei der Bremer Kaufmann Adolf Lüderitz, der die erste Kolonie Deutsch-Südwestafrika (Namibia) erwarb.
In den 1920er und 1930er Jahren sprachen sich viele der alten Handelsfirmen für den Wiedergewinn der deutschen Kolonien und für eine Rückkehr des deutschen Handels nach Afrika aus. Um diese Idee zu bestärken, um auf die Vergangenheit zu verweisen und um den Anspruch an die Kolonien aktuell aufleben zu lassen, plädierten nationale Kräfte für die Errichtung eines entsprechenden Mahnmals.
Das „Reichskolonialehrendenkmal“, wie die Bezeichnung offiziell lautete, ging auf einen Antrag der kolonialen Arbeitsgemeinschaft Bremen vom September 1926 zurück. Nach heftigen Debatten erteilte die Bürgerschaft erst im Januar 1931 ihre Zustimmung, die einen Monat später durch einen Beschluss des Senats bestätigt wurde. Nach einigen gescheiterten Anträgen zur offiziellen Einweihung des Denkmals (man befürchtete, dass dieses Monument weniger an die Gefallenen erinnern als vielmehr kolonialer Propaganda dienen sollte) wurde diese erst im Juni des Folgejahres nach ständigem Drängen der Deutschen Kolonialgesellschaft durch Senatsbeschluss genehmigt.

## Ausführung

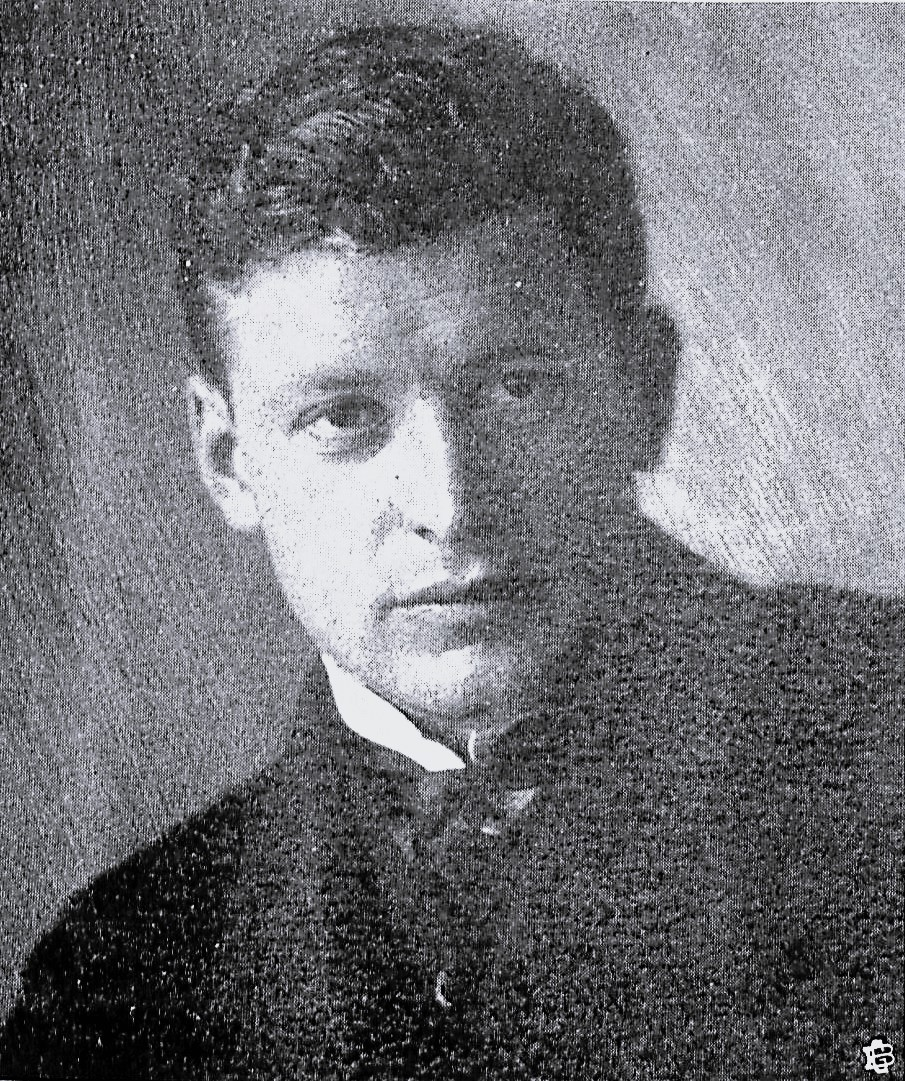
Fritz Behn

Das zehn Meter hohe, aus dunkelroten Oldenburger Klinkern gemauerte Monument in der Form eines Elefanten wurde 1932 nach einem Entwurf des Bildhauers Fritz Behn durch den Architekten Otto Blendermann errichtet.
Die figürliche Darstellung des Elefanten geht in ein zwölfeckiges Sockelstück über und ruht auf einer weiteren, 15 mal 11,20 m großen und 1,50 m hohen Sockelstufe. Das Monument ist mit den beiden Sockeln vom Boden aus 10 Meter hoch.
An den Längsseiten des Unterbaus (Krypta) befanden sich jeweils drei Fenster zur Beleuchtung des halbunterirdisch liegenden Gewölberaums, den man an der Kopfseite des Elefanten über sechs Stufen und ein bronzenes Tor betreten konnte. In der Krypta befand sich auf einem steinernen Tisch ein Buch, in dem die 1.490 Namen der im Ersten Weltkrieg in den deutschen Kolonien gefallenen Soldaten verzeichnet waren. Die geehrten Toten lagen, in dieser symbolischen Darstellung des Ehrenmals, unter afrikanischem Boden.
Vor 1945 konnte man über der Tür zur Krypta die in Terrakottatafeln gebrannte Inschrift Unseren Kolonien lesen, und an den Seiten des Denkmals erinnerten ebenfalls in Terrakottatafeln die Namen der deutschen Kolonien in Afrika (Kamerun, Deutsch-Ostafrika, Togo, Deutsch-Südwestafrika) sowie die Namen der Kolonien im Pazifik, Deutsch-Neuguinea und Deutsch-Samoa, an die Zeit des Kolonialismus. Auf der Rückseite des Monumentsockels befanden sich zwei Portraitmedaillons mit Bildnissen des Bremer Kaufmanns Franz Adolf Lüderitz und des Generals Paul von Lettow-Vorbeck.
Im Zuge ständiger Renovierungen und Instandsetzungen des Denkmals wurden die Inschriften abgenommen, und bei einer Umnutzung der Krypta als Abstellraum wurde das Totenbuch in das Staatsarchiv Bremen verlegt.

## Einweihung
Am 6. Juli des Jahres 1932 fand schließlich unter Teilnahme aller norddeutschen Rundfunksender und des Deutschlandsenders die Einweihung statt.
Angesichts des großen Andrangs von Schaulustigen bei dem sehr warmen Sommerwetter sorgte die Polizei für eine Absperrung des Festplatzes.
Als erster Redner sprach Eduard Achelis, Vorsitzender der Abteilung Bremen der Deutschen Kolonialgesellschaft:

„Zwei Bildnisse trägt der Sockel des Denkmals, sie zeigen den Anfang kolonialer Tätigkeit in dem ersten Erwerber deutschen Koloniallandes, den Bremer Adolf Lüderitz, und den letzten Kampf um den Kolonialbesitz in General von Lettow-Vorbecks Erscheinung. […] Möge in dieser weihevollen, unseren Kolonien gewidmeten Stunde das ganze deutsche Volk hinzutreten und, von gleichem Geiste wie beseelt, geschlossen der Welt entgegenrufen: Fort mit dem Geschehen der Vergangenheit, mit Lüge und Verleumdung; wir Deutsche verlangen unser Recht. Die Anerkennung notwendiger Lebensbedingungen. Unverzügliche Rückgabe unseres eigenen Landes, ehrlich erworbenes und ehrlich verwaltetes Gut, von unseren Vätern uns hinterlassenes teures Erbe: die deutschen Kolonien.“

Der zweite Redner der Veranstaltung, Bürgermeister Spitta, machte gegen Ende seiner Rede auf das neue Kolonial-Ehrenmal zu dessen Funktion deutlich:

„Möge es auch ein Symbol sein für die unverjährten und unverjährbaren Rechte Deutschlands auf gleichberechtigte koloniale Betätigung in der Welt.
 Möge es vor allem die lebenden und kommenden Geschlechter an den Opfertod unserer Kolonialkrieger erinnern und uns mahnen, bei der Arbeit für Deutschlands Wiederaufbau unseren Gefallenen nachzueifern in Pflichttreue, Opferbereitschaft und Liebe zum Vaterlande.“

Als dritter Redner wies der stellvertretende Präsident der Deutschen Kolonialgesellschaft Lindequist auf die Größe des deutschen „Kolonialreich[s] von der fast sechsfachen Ausdehnung Deutschlands“ hin: „zu schmal“ sei für ein 65-Millionen-Volk nach dem Verlust der Kolonien „die wirtschaftliche Basis, zu eng der Lebensraum geworden“. So verlangte er „vor allem Raum in eigenen Siedlungsgebieten für unsere deutschen Volksgenossen“. „Deshalb“, so Lindequists programmatische Ausführungen weiter,

„[…] läßt die Deutsche Kolonialgesellschaft es sich angelegen sein, die Jugend für den kolonialen Gedanken zu gewinnen und hat hierbei stetig wachsenden Erfolge zur verzeichnen. Auch bei den politischen Parteien ist das koloniale Interesse in letzter Zeit erheblich im Wachsen begriffen. Dies im Zusammenhalt mit der Tatsache, daß das deutsche Volk schon einmal in der Zeit des großen westafrikanischen Aufstandes in leidenschaftliche Erregung für die koloniale Sache versetzt wurde, was bei den Reichstagswahlen des Jahres 1907 zu einem Siege der Freunde der Kolonialpolitik und zur Errichtung des Reichskolonialamts genau vor 25 Jahren führte, berechtigt uns zu der Hoffnung, daß auch jetzt die noch Zaudernden von der anschwellenden kolonialen Welle mit fortgerissen werden, auf daß wieder deutsch werde, was einmal deutsch war.“

Als vierter Redner sprach General von Lettow-Vorbeck in der alten Uniform der Kaiserlichen Schutztruppe:

„Ein großes Volk muss Kolonien haben, um leben zu können. Ein großes Volk treibt Kolonialpolitik nicht nur, um Kultur zu verbreiten, ein großes Volk treibt Kolonialpolitik in erster Linie seiner selbst willen. Nicht eine Weltmission ist die Hauptsache, es gilt eine nationale Notwendigkeit. Ohne Kolonien muss ein blühendes Volk ersticken. Kolonien sind der Ausdruck der Kraft einer Nation […].“

Nach dem Deutschlandlied wurden in der Krypta des Denkmals Gedenk-Kränze niedergelegt, unter anderem vom Senat, von der Bürgerschaft, der Handelskammer Bremen, von Reichswehr und Reichsmarine, vom Marine-Offizier-Verband, vom Norddeutschen Lloyd sowie von den Kolonial- und Kriegerverbänden.
Eine Ehrenkompanie der Reichswehr und die Fahnenabordnungen der Kolonialkrieger, Kriegervereine und Kriegerverbände unterstrichen den offiziellen Charakter der Festveranstaltung.
Ein Zusammenhang zwischen dem deutschen Kolonialismus, seinen rücksichtslosen Kolonialkriegen und Hitlers späterem Vernichtungsfeldzug im Osten ist in der Geschichtswissenschaft ein aktuell umstrittenes Thema. Die Reden von 1932 zur Einweihung des „Kolonial-Ehrenmals“ in Bremen spiegeln viel von dem Zeitgeist wider.

## Umwidmung zum Antikolonialdenkmal

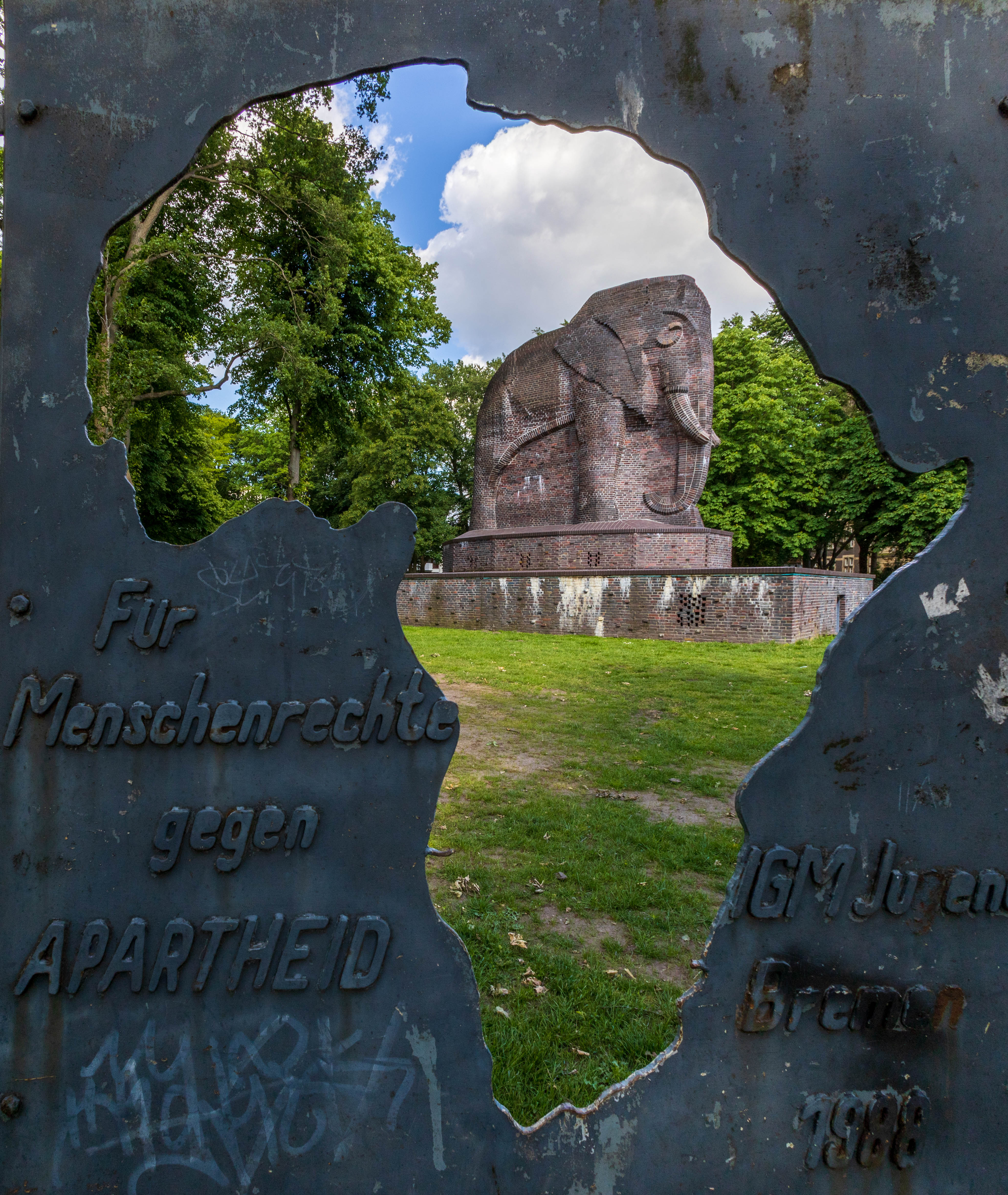
Von der IG Metall Jugend gefertigte Gedenktafel

In einer Entschließung der Bremer Bürgerschaft vom 19. September 1989 folgte man der in Den Haag gestarteten europäischen Aktion Städte gegen Apartheid. In der Entschließung heißt es: „Die Stadtbürgerschaft begrüßt […] die laufende Renovierung und Umwidmung des Kolonialdenkmals (der Elefant an der Bürgerweide) zu einem Antikolonialdenkmal und die bereits ausgesprochene Einladung an Präsident Sam Nujoma zur Einweihung im Frühjahr 1990.“
Als Namibia am 21. März 1990 seine erlangte Unabhängigkeit beging, feierte Bremen mit. Kurze Zeit später, am 18. Mai 1990 wurde der Elefant beim Namibia-Freiheitsfest als „Anti-Kolonial-Denk-Mal“ umbenannt. Klaus Wedemeier, der damalige Bürgermeister der Freien Hansestadt Bremen, führte aus: „Kein Kontinent unserer Erde ist durch den europäischen Kolonialismus derart zerstückelt, ökonomisch und ökologisch zerstört und in seiner Identität verletzt worden wie Afrika.“
Bei diesem feierlichen Akt wurde eine große Bronzetafel rechts am Fuß des Denkmals enthüllt. Der Wortlaut dieser zweiteiligen Tafel:

„Das Deutsche Kolonial-Ehrenmahl, ein Werk des Münchner Bildhauers Fritz Behn, wurde 1931 von der Deutschen Kolonialgesellschaft Bremen errichtet und am 6. Juli 1932 eingeweiht. Das Ehrenmal war schon damals in Bremen umstritten. An ihm entzündete sich die öffentliche Auseinandersetzung um die Frage nach der Zukunft des Zusammenlebens von Völkern in kolonialer Unterdrückung oder in einem gleichberechtigten Miteinander.“

„Über einer Krypta erinnerte der steinerne Elefant an die Gefallenen des 1. Weltkrieges in den ehemals deutschen Kolonien Afrikas. Zugleich war der Elefant Ausdruck Deutschlands kolonialer Vergangenheit wie auch der Forderung, neokolonialer Bremer Kreise nach Rückgabe des ehemaligen deutschen Kolonialbesitzes.“

„In der NS-Zeit stand der Elefant im Mittelpunkt der Bestrebungen des nationalsozialistischen Bremens, ‚Stadt der Kolonien‘ im ‚Dritten Reich‘ zu werden. Afrikas Probleme sind heute noch mit Kolonialismus, Rassismus und andauernder Ausbeutung eng verbunden. Afrikas Menschen haben unter grossen Opfern in Befreiungskämpfen erfolgreich Widerstand geleistet. Weltweit haben sich viele Menschen mit ihnen solidarisiert. Unsere Gesellschaft hat begonnen, aus dieser Entwicklung zu lernen.“

„Afrika hat in Bremen neue Freunde gefunden. Dieses Denkmal ist ein Symbol für die Verantwortung, die uns aus der Geschichte erwächst.“

Im Juni 1996 besuchte der namibische Staatspräsident Sam Nujoma die Hansestadt und enthüllte zusammen mit dem Bürgermeister Henning Scherf eine weitere Bronzetafel mit der Aufschrift:

„Zum Gedenken an die Opfer der deutschen Kolonialherrschaft in Namibia 1884–1914, S. E. Dr. Sam Nujoma, Präsident der Republik Namibia, Dr. Henning Scherf, Präsident des Senats der Freien Hansestadt Bremen, Eingeweiht 21. Juni 1996“

Schrifttafeln am Antikolonialdenkmal in Bremen
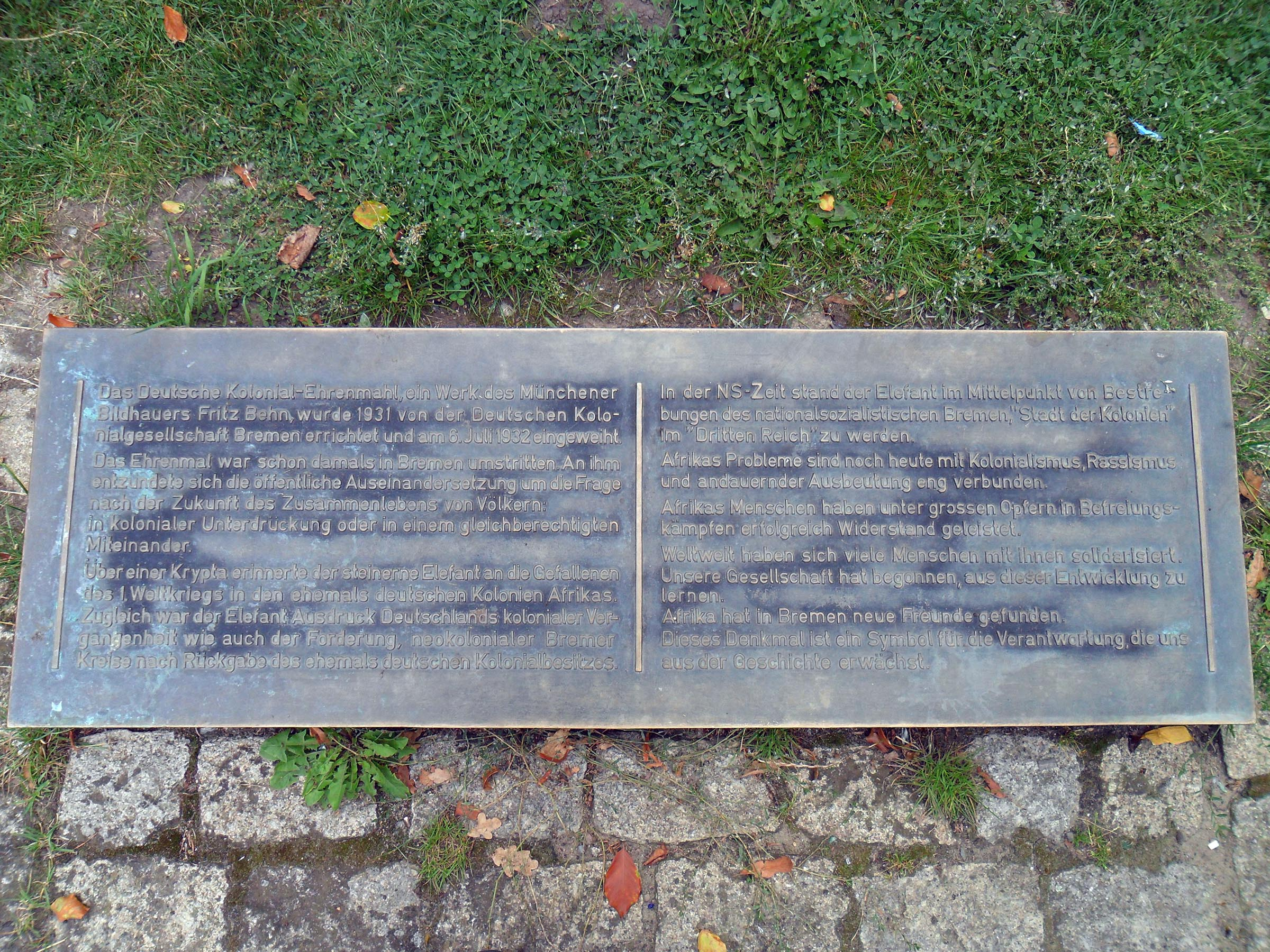
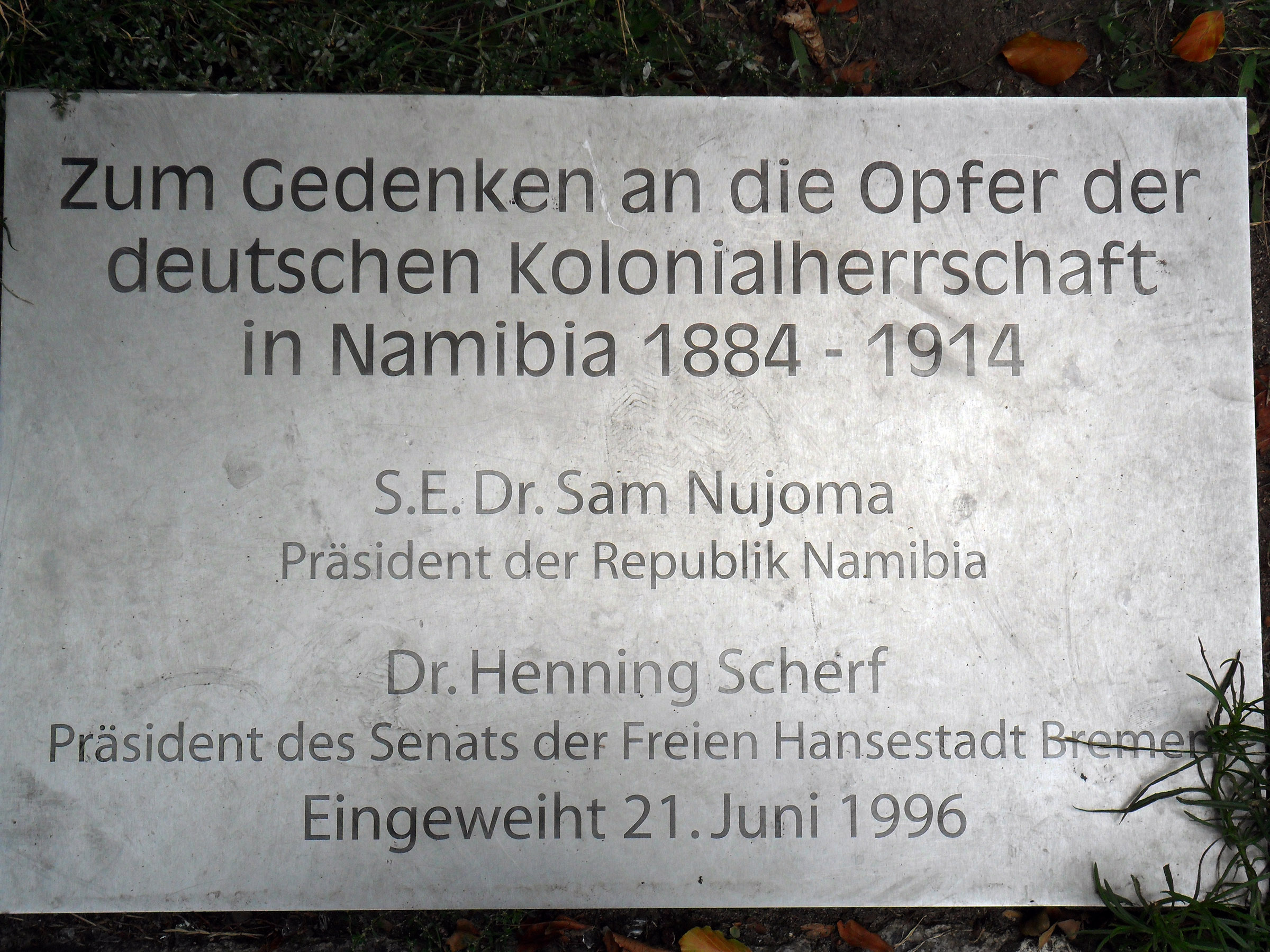

## Kooperationen zwischen Bremen und Namibia
Die Umwidmung des Elefanten war nicht nur ein symbolischer Akt, sondern er wurde zum Beginn einer bis heute anhaltenden Solidarität mit konkreten Ergebnissen. 1990 wurde das Namibia-Projekt als Kooperation zwischen der Universität Bremen (Zentrum für Afrika-Studien) und dem UN-Institut für Namibia in Lusaka und der SWAPO gegründet.
Das Ziel der Zusammenarbeit war, der schwarzen Bevölkerung Namibias eine Ausbildung zu ermöglichen, denn die schwarze Bevölkerungsmehrheit war unter der südafrikanischen Verwaltung von Ausbildungsmöglichkeiten beinahe ausgeschlossen.
Als erstes sollte die koloniale Vergangenheit des Landes im Unterricht thematisiert werden. Dazu entstand mit Hilfe der Bremer Sozialwissenschaftlerin Helgard Patemann unter anderem ein Buch zur Sozialkunde des Landes mit dem Titel Our Namibia, ein Geschichts- und Geographiebuch über Namibia. Ein weiteres Hauptziel dieses Projektes lag in der Unterstützung beim Aufbau eines neuen Rechtssystems, für das sich Manfred Hinz von der Universität Bremen engagierte.
Bremen und Namibia gründeten im März 1995 einen gemeinsamen Runden Tisch, der in der Bremer Landesvertretung in Bonn eröffnet wurde. Seit 2001 ist Namibias Hauptstadt Windhoek eine Partnerstadt von Bremen.

## Aktuelle Entwicklung

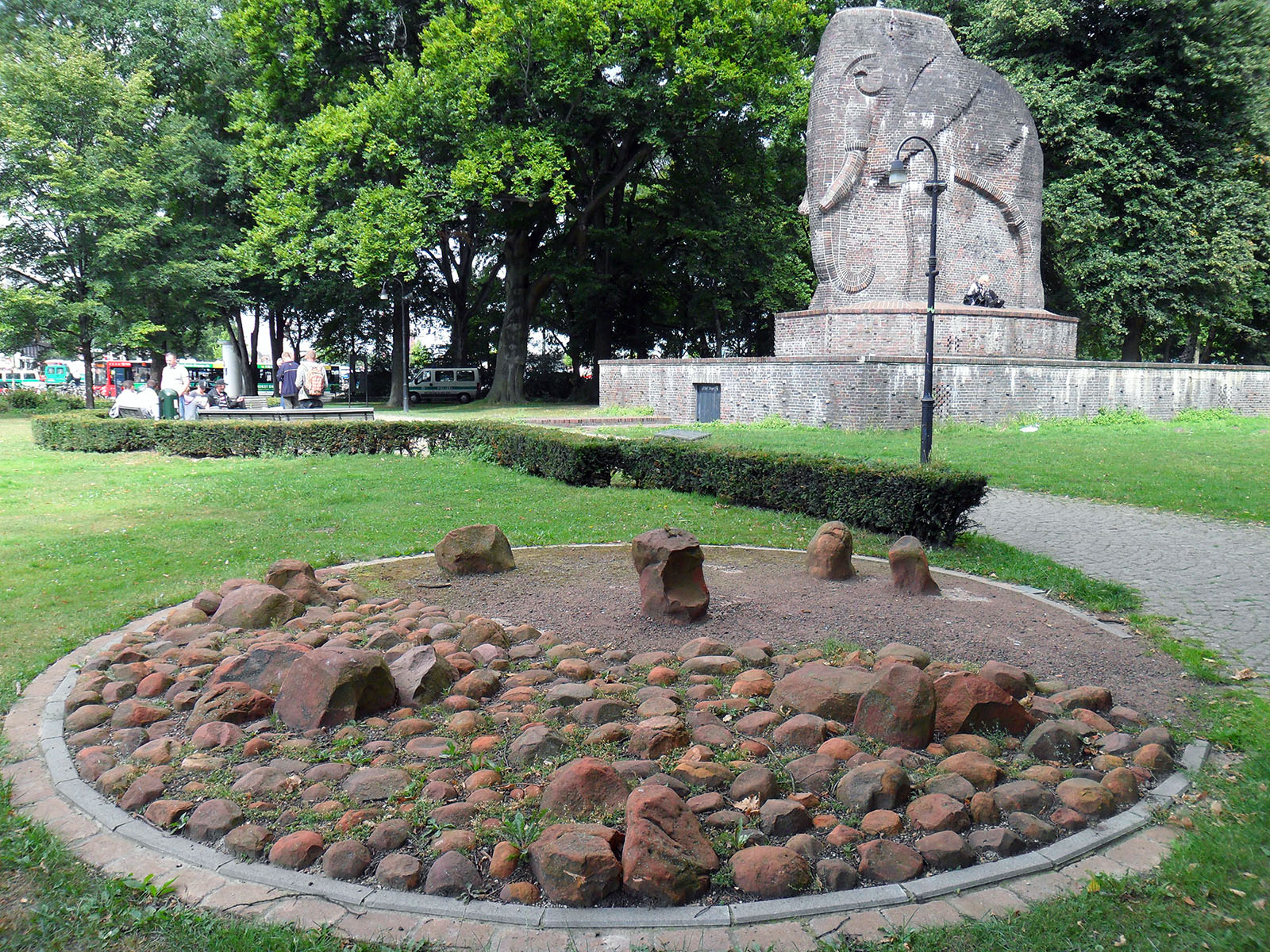
Omaheke-Steine zur Erinnerung an die Opfer der Herero und Nama

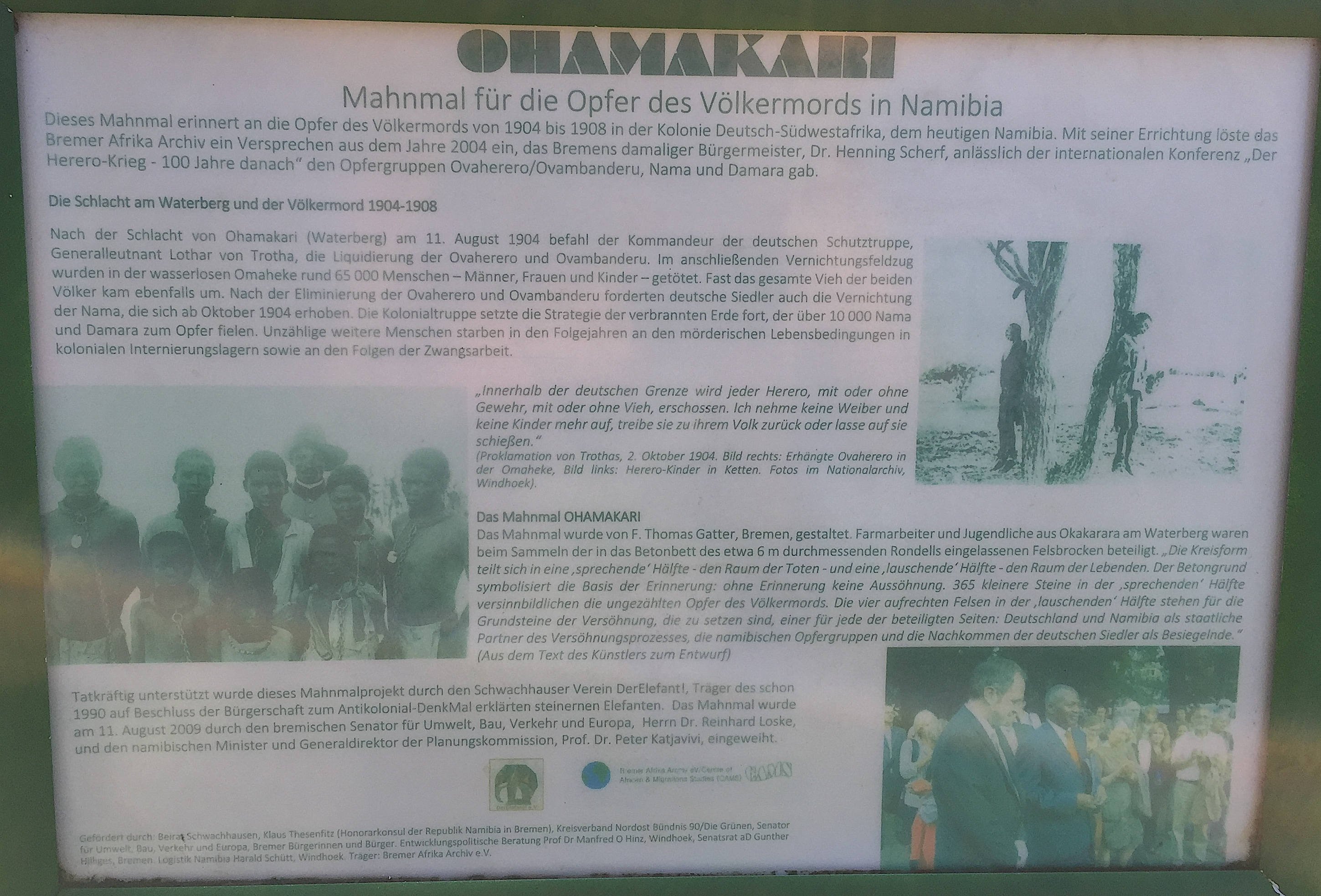
Tafel neben den Omaheke-Steinen

Es gibt eine Initiative, die Krypta in den Sommermonaten für kulturelle Veranstaltungen zu nutzen und für die Belebung des kleinen Parks eine Sommerfreiluftgastronomie einzurichten. Als Träger fungiert der als gemeinnützig anerkannte eingetragene Verein „DerElefant!“.
2009 wurde die Krypta renoviert und beleuchtet, und es erfolgte die Reinigung des Monumentes. Das Monument wird von außen angestrahlt. Ebenfalls 2009 wurde ein Erinnerungsort für die Opfer der Nama und Ovaherero während des Kolonialkrieges in Namibia (1904–1908) in unmittelbarem Dialog mit dem Elefanten errichtet. Dabei wurden Steine aus der Omaheke-Wüste in Namibia, in der viele Herero nach der Schlacht am Waterberg verdursteten, nach Bremen geschafft, um dort zum kreisförmigen Erinnerungsort gestaltet zu werden. Diese Initiative wurde von dem gemeinnützigen Verein für Vielfalt, Toleranz und Kreativität, DerElefant! sowie von der Lokalpolitik, Kulturschaffenden und engagierten Nachbarn gegründet und getragen.
Für das Filmprojekt 16 x Deutschland (2013) drehte der Bremer Fernsehmoderator Jan Böhmermann einen Dokumentarfilm über das Denkmal.